# 克里斯·哈德菲爾德
克里斯·奧斯汀·哈德菲爾德（英語：Chris Hadfield，1959年8月29日—）是一位加拿大太空人，也是第一個執行太空漫步的加拿大人。他是工程師、加拿大皇家空軍戰鬥機飛行員，並曾擔任国际空间站指令长。

## 生平
克里斯·奧斯汀·哈德菲爾德在安大略省南部的一個農場成長，受到阿波羅11號登陸月球的影響。他在奧克維爾和米爾頓就讀高中，並獲得滑翔機飛行員執照，成為加拿大皇家空軍軍校學生。之後他加入了加拿大武裝部隊，並獲得皇家軍事學院工程學位。克里斯·奧斯汀·哈德菲爾德因參加美國海軍和美國空軍的交流計劃，獲得田納西州太空研究院航空系統碩士學位。
1992年，他進入加拿大太空局。他在1995年11月第一次搭乘太空船。他曾造訪俄羅斯和平號太空站。2001年4月，他再次升空，並造訪國際太空站（ISS）。2012年12月，他第三次升空，搭乘聯盟號太空船TMA-07M。

## 其他
本人曾親自在國際太空站中自彈自唱大衛·鮑伊的名曲《太空怪談》並且將影片放上YouTube而引起轟動，並成為首支在外太空中拍攝的音樂MV。

## 外部連結
- 官方网站
- NASA astronaut biography （页面存档备份，存于）
- CSA astronaut biography（页面存档备份，存于）
- Spacefacts biography of Chris Hadfield （页面存档备份，存于）
- Video of Chris Hadfield on The Agenda with Steve Paikin, "Are We Bound for Space?" panel discussion with Lawrence Krauss, Donna Shirley, Chris McKay, Karl Schroeder and Robert D. Richards
- Chris Hadfield You Tube Channel （页面存档备份，存于）
- TED上的克里斯·哈德菲爾德
  - "What I learned from going blind in space" (TED2014) （页面存档备份，存于）